# ماكوتو هيراياما
ماكوتو هيراياما هو سياسي ياباني، ولد في 12 مايو 1952 في ساياما في اليابان، وتوفي في 27 فبراير 2018. نشط حزبياً في Green Wind ‏. وقد انتخب عضو مجلس المستشارين ‏ ( – 28 يوليو 2013).